# Ametris albimacula
Ametris albimacula là một loài bướm đêm trong họ Geometridae.